# Hostišová
Hostišová település Csehországban, a Zlíni járásban. Hostišová Mysločovice, Zlín, Sazovice és Racková településekkel határos. Lakosainak száma 563 fő (2024. január 1.).

## Népesség
A település lakosságának változását az alábbi diagram mutatja:
| Lakosok száma | 175  | 254  | 300  | 350  | 350  | 410  | 509  | 519  | 553  | 563  |
|               | 1869 | 1890 | 1921 | 1950 | 1980 | 2001 | 2017 | 2019 | 2022 | 2024 |